# Peter Wright (Dartspieler)
Peter Stuart Wright (* 10. März 1970 in Livingston) ist ein schottischer Dartspieler. 2020 und 2022 gewann er die PDC-Weltmeisterschaft. Er war von März bis Juli 2022 und kurzzeitig im Oktober 2022 auf Platz 1 der PDC Order of Merit und war damit der erste Schotte, der dies jemals erreicht hat.

## Karriere

### Anfänge und PDC-Mitgliedschaft
Mit 13 Jahren bekam Wright zum ersten Mal Dartpfeile geschenkt. Da er sich aber keine Dartscheibe leisten konnte, übte er an aufgemalten Zielscheiben an Bäumen. Als 17-Jähriger war er bereits einer der besten lokalen Dartspieler in London. Peter Wright nahm 1995 an der BDO-Weltmeisterschaft teil, doch schied er bereits in der ersten Runde gegen den späteren Gewinner Richie Burnett aus. Danach spielte er für fast zehn Jahre ausschließlich in lokalen englischen Ligen.
Im Jahr 2004 wurde Peter Wright Mitglied in der PDC. Er erreichte bei den Eastbourne Open das Finale. Dort unterlag er jedoch Denis Ovens. Die UK-Open 2005 waren das erste Major-Turnier, für das er sich qualifizierte. Dort erreichte er die dritte Runde, in der er 3:4 gegen Dave Smith verlor. Bis zum endgültigen Durchbruch brauchte er noch einige Jahre, da er nicht an allen PDC-Events teilnahm. Er arbeitete u. a. mit einem Hypnotiseur zusammen, um seine Nervosität zu bekämpfen.
Im Jahr 2009 gab er bei den Las Vegas Desert Classics sein Debüt bei einem im Live-TV übertragenen PDC-Turnier. Er verlor in Runde eins gegen Colin Lloyd. Jedoch erreichte er bei einem Qualifikationsturnier in Las Vegas den dritten Platz und qualifizierte sich damit über seinen Rang in der Order of Merit für das World Matchplay, verlor dort aber in der ersten Runde mit 1:4 gegen Terry Jenkins. Aufgrund seiner guten Ergebnisse im Jahr 2009 war er über die Order of Merit für die PDC Dart Weltmeisterschaft 2010 qualifiziert, verlor dort jedoch erneut in der ersten Runde mit 1:3 gegen Michael van Gerwen. 2010 schaffte Wright es erstmals zu den Players Championship Finals. Dort musste er sich allerdings abermals bei einem großen Event in der ersten Runde verabschieden: Er verlor mit 2:6 gegen Wes Newton. Im April desselben Jahres erreichte er dann sein erstes PDC-Finale. Er verlor beim sechsten UK Open Qualifier mit 2:6 gegen Phil Taylor.

### Erster PDC-Titel
Bei den Players Championship Finals 2011 erreichte Peter Wright nach Siegen über Co Stompé (3:1) und Paul Nicholson (4:2) das Achtelfinale, welches er gegen Phil Taylor mit 1:4 verlor. Dennoch spielte er eine gute Saison. Er erreichte das Achtelfinale der UK Open. Bei der European Championship schaffte es Wright erstmals in das Viertelfinale eines Major-Turniers. Dort verlor er gegen Simon Whitlock. Bei der Players Championship in Derby erreichte er das Finale, unterlag aber gegen seinen Landsmann Gary Anderson mit 2:6.
2012 war er bei den Players Championship Finals als Nummer 30 gesetzt, unterlag aber Jelle Klaasen mit 1:3 bereits in der ersten Runde. Der Schotte erreichte jedoch erneut das Achtelfinale der UK Open, bei dem er gegen Raymond van Barneveld verlor. Bei einer 8:6-Führung überwarf er sich mit 138 Rest und ließ dem Niederländer so die Möglichkeit, sich das Leg zu holen. Letztendlich drehte van Barneveld das Match und gewann am Ende noch mit 9:8. Seinen ersten PDC-Titel gewann Wright in Irland bei einem Turnier der Players Championship Serie 2012. Im Finale schlug er Robert Thornton mit 6:1, mit einem Average von 107. Bei den Players Championship Finals kam Wright bis ins Viertelfinale. Er unterlag Kim Huybrechts mit 6:10.

### Kurz vor dem Karriereende
Bei der Weltmeisterschaft 2013 traf der Schotte in Runde zwei auf Michael van Gerwen, Wright verlor mit 2:4. Bei den UK Open 2013 erreichte er erstmals ein Major-Halbfinale, bei dem er Phil Taylor unterlag. Ein paar Wochen später feierte er seinen zweiten PDC-Titel. Er besiegte im Finale der fünften Players Championship Wes Newton mit 6:3. Vorher besiegte er innerhalb von zehn Minuten Gary Anderson mit 6:0; er spielte einen Average von 118,66. Aufgrund seiner finanziellen Situation wollte Wright seine Karriere bereits 2013 beenden.
Doch dann erreichte er bei der PDC World Darts Championship 2014 überraschend den zweiten Platz. Er unterlag dort im Finale Michael van Gerwen mit 4:7. Aufgrund dieser Leistung erhielt er im selben Jahr eine der sechs Wildcards für die Premier League Darts, das wohl in seiner Leistungsdichte am besten besetzte Einladungsturnier der Welt. Dadurch hatte Wright wieder genug Geld, um seine Profikarriere zu finanzieren. Er verpasste in der Premier League mit dem fünften Platz knapp das Halbfinale. Er gewann erneut ein Players Championship. Am 13. Juli 2014 konnte Peter Wright noch einen weiteren Erfolg einfahren: im Finale der European Darts Open bezwang er den Australier Simon Whitlock mit 6:2.
Bei der PDC World Darts Championship 2015 erreichte er das Viertelfinale, unterlag dann aber gegen den späteren Weltmeister Gary Anderson mit 1:5. Während des Turniers sorgte Wright mit einem Interview mit der Daily Mail für Aufsehen. Er sagte, dass er seit seiner Finalteilnahme auf der Tour festgestellt habe, dass er keinem anderen Spieler trauen könne. Zudem bezeichnete er viele seiner Darts-Kollegen als „two-faced“, weil sie hinter seinem Rücken schlecht über ihn reden würden. Allgemein galt Wright zu dieser Zeit als nicht besonders beliebt auf der Tour, da mehrere Profis seine Showeinlagen als respektlos bezeichnen. In einem Interview mit der Zeitung Daily Record sagte Wright daraufhin, dass es sein Job sei, die Menge zu unterhalten und dies auch weiterhin tun werde. In seiner zweiten Premier League schied Wright nach dem ersten Cut als Neunter aus. Jedoch gelang ihm im Finale der siebten Players Championship gegen James Wade sein erster 9-Darter in seiner Karriere. Er gewann mit 6:5. Er schaffte es ins UK Open Finale. Auf dem Weg dorthin besiegte er im Viertelfinale Phil Taylor mit 10:6 und im Halbfinale Stephen Bunting mit 10:0, dabei spielte er einen Average von ca. 105 Punkten. Erst im Finale scheiterte Wright an Michael van Gerwen mit 11:5.

### Top 3 in der Order of Merit
Bei der Premier League Darts 2016 landete er zwar nur auf Platz fünf und verpasste somit erneut das Halbfinale knapp. Nachdem er sich auch 2016 im Finale der UK Open gegen Michael van Gerwen mit 11:4 hatte geschlagen geben müssen, konnte er 2017 als erster Spieler zum dritten Mal in Folge das Finale des Turniers erreichen. Dort bezwang er den Waliser Gerwyn Price mit 11:6 und konnte sich damit den ersten Major-Titel seiner Karriere sichern. In den folgenden Wochen gewann er zudem drei Events der European Darts Tour 2017: erst das Finale der German Darts Open 2017 gegen Benito van de Pas (6:5) dann das Finale des European Darts Grand Prix 2017 gegen Michael van Gerwen (6:0) und schließlich das Finale der German Darts Championship 2017 erneut gegen Michael van Gerwen (6:3). Bei der Weltmeisterschaft 2016 erreichte Wright das Viertelfinale, welches er mit 2:5 gegen den späteren Finalisten Adrian Lewis verlor. Bei den Players Championships 2017 spielte er beim Players Championship 10 gegen Michael Smith einen 9-Darter.
Im Mai 2017 konnte er im Halbfinale der Premier League Phil Taylor schlagen, unterlag allerdings im Finale gegen Michael van Gerwen knapp mit 11:10. Dort vergab er 6 Match Darts. Beim 10. Turnier der Players Championship warf Wright einen 9-Darter. Eine Woche später gewann er auch den European Darts Grand Prix, bei dem er im Finale Michael van Gerwen mit 6:0 schlagen konnte. Bei einem Premier League Sieg über Adrian Lewis (7:2) spielte er mit 119,50 den bis dahin zweithöchsten Average, der je im Fernsehen zu sehen war. Beim World Matchplay 2017 konnte Peter Wright nur in seiner Zweitrundenpartie gegen Cristo Reyes (11:4) seine gewohnte Leistung zeigen. Trotz schwachen Spielen gewann er im Turnier noch gegen James Wilson (10:8), Darren Webster (16:12) und Daryl Gurney (17:15) und zog ins Finale ein. Im Endspiel war er aber Phil Taylor klar unterlegen und verlor mit 8:18. Am Ende der Saison war Wright dritter der Order of Merit und damit einen Platz besser als vor der Saison.

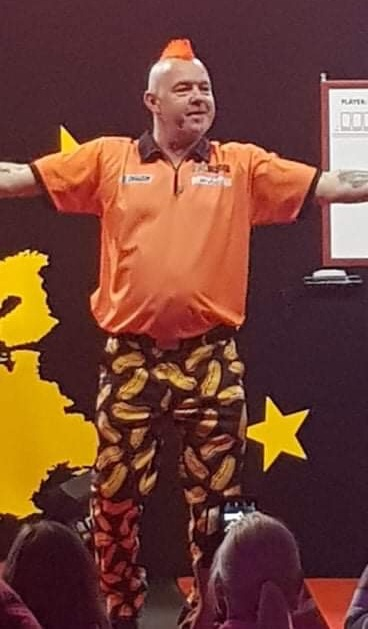
Peter Wright 2018

Nach einem Krankenhaus-Aufenthalt wegen drei Gallensteinen war lange nicht klar, ob Wright an der PDC World Darts Championship 2018 teilnehmen könne. Er zögerte die Operation heraus und spielte mit Schmerzmitteln. Aufgrund dieser Krankheit konnte er im Vorhinein nicht viel trainieren. Er schied in der zweiten Runde trotz eines Averages von über 100 gegen Jamie Lewis (1:4) aus. Die Premier League Darts 2018 schloss er auf dem siebten Platz ab. Beim World Matchplay 2018 erreichte er das Halbfinale, in dem er seine starke Leistung aus den vorherigen Spielen nicht bestätigen konnte und gegen Mensur Suljović 17:13 verlor.
Beim Masters schaffte es Wright dann Anfang Februar immerhin wieder in ein TV-Halbfinale. Nach vielen dürftigen Leistungen ging es beim European Darts Grand Prix dann Mitte Mai wieder ins Endspiel. Anfang Juni gewann Wright zusammen mit Gary Anderson den World Cup of Darts. Einen Monat später gab es den zweiten Triumph beim German Darts Masters durch einen Finalerfolg über den Deutschen Gabriel Clemens. Seine Formkrise schien spätestens nach dem Titel-Doppelschlag bei den darauffolgenden Pro Tour Events überwunden zu sein. Bei den anschließenden Majors hakte es dann allerdings wieder. Das letzte Players Championship des Jahres entschied Wright dann wieder für sich, am Tag zuvor stellte er mit 123,5 Punkten den Rekord für den höchsten jemals live aufgezeichneten Average auf. Bei der Champions League stand Wright wie schon 2018 im Finale, konnte aber Matchdarts gegen Michael van Gerwen nicht verwerten und musste sich erneut dem Niederländer in einem TV-Finale beugen. Danach fiel Wright in ein kleines Loch, aus dem er aber rechtzeitig zum Grand Slam wieder herausfand, wo er es ins Finale schaffte, dort sich aber einem furios aufspielenden Gerwyn Price beugen musste.
Im Jahr 2020 gewann er die PDC-Weltmeisterschaft durch einen 7:3-Finalsieg gegen seinen früheren Angstgegner Michael van Gerwen und holte damit seinen zweiten Sieg bei einem Major-Turnier. Er ist mit 49 Jahren und 297 Tagen der älteste Spieler, der zum ersten Mal PDC-Weltmeister wurde. Insgesamt gewann nur Phil Taylor (2013 mit 52 Jahren und 141 Tagen) die PDC-Weltmeisterschaft in noch höherem Alter.
Bei den Masters 2020 konnte Wright mit 11:10 gegen Michael Smith gewinnen. Im Juli gewann er die Summer Series, welche aus 5 Players Championship Turniere an 5 aufeinanderfolgenden Tagen gespielt wird. Im August warf er seinen ersten TV 9-Darter in der Premier League. Dort erreichte er die Play-offs, schied jedoch im Halbfinale aus. In Oberhausen gelang ihm dann der nächste Major-Sieg als er James Wade im Finale der European Darts Championship mit 11:4 besiegte. Nach dem überraschenden Gruppenphasen-Aus beim World Grand Slam erreichte er immerhin erneut das Halbfinale der Players Championship Finals. Dort verlor er allerdings mit 11:4 gegen Mervyn King.

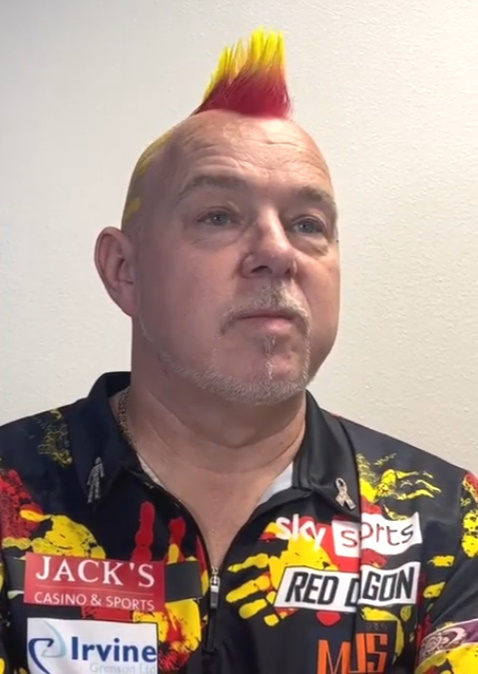
Peter Wright (2022)

Bei der PDC-Weltmeisterschaft 2021 trat der Schotte als Titelverteidiger souverän gegen Steve West auf. Dort gewann er, als The Grinch verkleidet, mit 3:1. Letztlich unterlag er mit 3:4 Sätzen Gabriel Clemens und schied in der dritten Runde aus, obwohl er mit 101,50 den besseren Average zwischen den beiden hatte. Bei den Players Championships 2021 gewann er die Players Championships Nr. 8, 16, 20 und 23. Bei der Premier League 2021 erreichte er den siebten Rang. Im Juli konnte er das World Matchplay 2021 für sich entscheiden; im Finale bezwang er Dimitri Van den Bergh mit 18:9.
Beim World Cup of Darts 2021 nahm Wright an der Seite von John Henderson teil. Sie erreichten gemeinsam das Finale, welches sie mit 3:1 gegen Österreich gewannen. Der World Cup of Darts ist damit das erste Major-Turnier, das Wright doppelt gewinnen konnte. Beim Grand Slam of Darts 2021 erreichte Wright das Finale, in dem er Gerwyn Price unterlag. Nur eine Woche später gewann er aber die Players Championship Finals 2021 gegen Ryan Searle.
Bei der PDC-Weltmeisterschaft 2022 konnte er erneut den Titel gewinnen, indem er im Finale Michael Smith mit 7:5 schlug. Er ist damit einer von bislang nur sechs Spielern, die die Weltmeisterschaft mehr als einmal gewinnen konnten. Bei den Players Championships 2022 gewann er das Players Championship 2. Durch die Viertelfinalniederlage von Gerwyn Price gegen Michael Smith bei den UK Open 2022 verdrängte Wright den Waliser auf Platz 2 in der PDC Order of Merit, was gleichbedeutend mit Wrights erstmaligem Erreichen der Führungsposition war. Beim World Matchplay 2022 im Juli 2022 schied Wright im Viertelfinale aus, wohingegen Price das Finale erreichte. Somit löste Price Wright wieder an der Spitze der PDC Order of Merit ab. Im Zuge des World Grand Prix 2022 gewann er am 9. Oktober 2022 die Führung in der PDC Order of Merit von Gerwyn Price zurück. Bereits am Ende desselben Monats musste er in Folge der European Darts Championship 2022 die Führung in der PDC Order of Merit wieder an Price abgeben.
Bei der Weltmeisterschaft 2023 verlor Wright wie zwei Jahre zuvor als Titelverteidiger bereits sein zweites Spiel, diesmal gegen Kim Huybrechts. Im Januar konnte Wright das Nordic Darts Masters 2023 für sich entscheiden, eine Woche später zog er beim Masters ins Halbfinale ein. Darauf folgte ein Formtief. Bei den UK Open verlor er im Achtelfinale gegen Richie Burnett, in der Gruppenphase der Premier League belegte er nahezu durchgängig den letzten Tabellenplatz und schied vorzeitig aus, und bei den ersten sieben Events der European Darts Tour 2023 erreichte er nur zwei Mal das Viertelfinale. Im Mai konnte er hingegen die Czech Darts Open 2023 gewinnen.
Durch seine Teilnahme an der German Darts Open 2023 wurde Wright der erste Spieler, der an einhundert Turnieren der European Darts Tour teilgenommen hat. Der Titelverteidiger verlor aber gleich im ersten Spiel gegen seinen Landsmann Cameron Menzies. Mit seinem Sieg bei der European Darts Championship 2023 im Oktober 2023 konnte er erstmals seit seinem WM-Titel im Januar 2022 ein Major-Turnier für sich entscheiden.
Peter Wright bekam am 4. Januar 2024 eine Wildcard für die Premier League und beendete diese auf dem 8. und damit letzten Platz.
Am 1. September 2024 gewann Wright das Finale der German Darts Championship 2024.
Bei der Weltmeisterschaft 2025 erreichte er das Viertelfinale.

## Weltrekorde
- Höchster Average vor Kameras: 123,5 gegen Krzysztof Ratajski bei einem Players Championship Event im Jahr 2019.
- Meiste 180er in einem Spiel (ebenso wie Michael Smith): 24 gegen Gary Anderson im Halbfinale der PDC World Darts Championship 2022.

## Auftreten und Spielweise

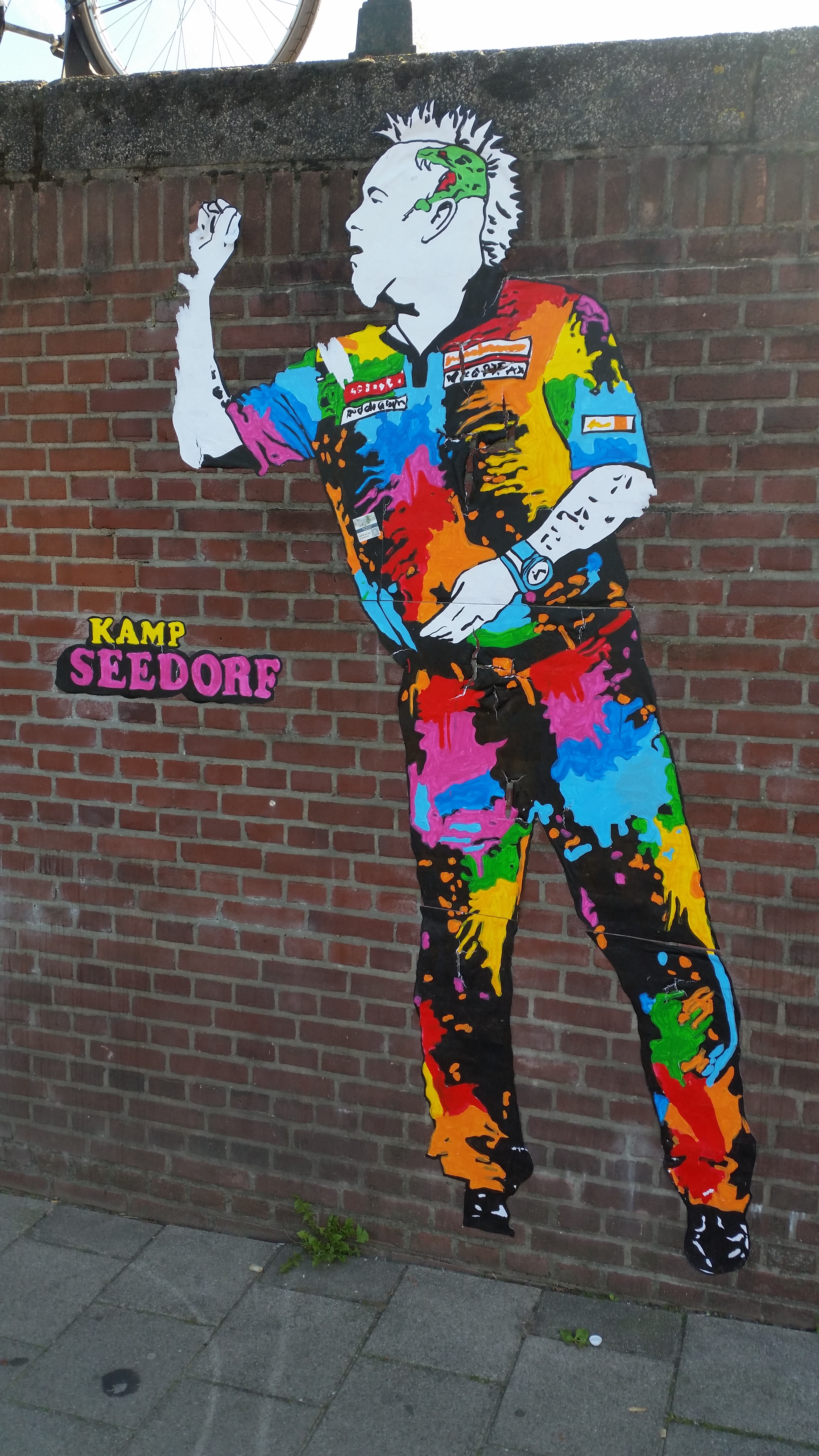
Peter Wright als Graffito in Amsterdam von der Streetart-Crew Kamp Seedorf

Seine Markenzeichen sind seine von seiner Frau auffällig gefärbten Haare in Form eines Irokesenschnitts und die dazu passende Kleidung, die er ständig wechselt, sowie seine Art, zu seinem Einlaufsong die Bühne entlang zu springen und zu tanzen. Den Spitznamen Snakebite hat sich Wright zugelegt, da er nach eigener Aussage Schlangen einfach mag.
Am Board bevorzugt Wright eine ruhige Spielweise. Nur bei besonders wichtigen Momenten lässt er sich zu Jubelszenen hinreißen. Um das Jahr 2014 herum pflegte es Wright jedoch, das Publikum vor wichtigen Würfen auf das Bullseye um mehr Unterstützung zu bitten. Dies wurde ihm allerdings vielfach als Arroganz ausgelegt, weshalb er dieses Verhalten ablegte. Er steht seitlich zum Board. Eine Besonderheit bei Wrights Wurf ist die Tatsache, dass er den Dart vor dem Loslassen nur noch mit zwei Fingern hält.

## Weltmeisterschaftsresultate

### BDO
- 1995: 1. Runde (1:3-Niederlage gegen  Richie Burnett)

### PDC
- 2010: 1. Runde (1:3-Niederlage gegen  Michael van Gerwen)
- 2011: Achtelfinale (1:4-Niederlage gegen  Phil Taylor)
- 2012: 1. Runde (1:3-Niederlage gegen  Jelle Klaasen)
- 2013: 2. Runde (2:4-Niederlage gegen  Michael van Gerwen)
- 2014: Finale (4:7-Niederlage gegen  Michael van Gerwen)
- 2015: Viertelfinale (1:5-Niederlage gegen  Gary Anderson)
- 2016: Viertelfinale (2:5-Niederlage gegen  Adrian Lewis)
- 2017: Halbfinale (3:6-Niederlage gegen  Gary Anderson)
- 2018: 2. Runde (1:4-Niederlage gegen  Jamie Lewis)
- 2019: 2. Runde (1:3-Niederlage gegen  Toni Alcinas)
- 2020: Sieger (7:3-Sieg gegen  Michael van Gerwen)
- 2021: 3. Runde (3:4-Niederlage gegen  Gabriel Clemens)
- 2022: Sieger (7:5-Sieg gegen  Michael Smith)
- 2023: 3. Runde (1:4-Niederlage gegen  Kim Huybrechts)
- 2024: 2. Runde (0:3-Niederlage gegen  Jim Williams)
- 2025: Viertelfinale (2:5-Niederlage gegen  Stephen Bunting)

## Erfolge bei PDC-Pro-Tour-Turnieren
- Players Championships
  - Players Championship 1 Sieger 2016
  - Players Championship 2 Sieger 2022
  - Players Championship 3 Finale 2018
  - Players Championship 5 Sieger 2013, 2020
  - Players Championship 6 Finale 2017
  - Players Championship 7 Sieger 2015
  - Players Championship 8 Sieger 2021
  - Players Championship 9 Sieger 2014
  - Players Championship 10 Finale 2013, 2017
  - Players Championship 11 Sieger 2017
  - Players Championship 12 Sieger 2015
  - Players Championship 13 Sieger 2020
  - Players Championship 14 Sieger 2018, 2020
  - Players Championship 15 Sieger 2012
  - Players Championship 16 Sieger 2021
  - Players Championship 17 Sieger 2018
  - Players Championship 18 Finale 2011
  - Players Championship 19 Sieger 2015, 2019
  - Players Championship 20 Sieger 2021
  - Players Championship 22 Sieger 2020
  - Players Championship 23 Sieger 2021
  - Players Championship 30 Sieger 2019
- UK Open Qualifiers
  - UK Open Qualifier 1 Sieger 2017
  - UK Open Qualifier 3 Sieger 2017
  - UK Open Qualifier 6 Sieger 2017
- European Darts Tour
  - European Darts Open Sieger 2014, 2017
  - German Darts Grand Prix Finale 2018
  - German Darts Championship Sieger 2017, 2024
  - German Darts Open Sieger 2017, 2022
  - European Darts Grand Prix Sieger 2017
  - International Darts Open Sieger 2017
  - German Darts Masters Finale 2016
  - Gibraltar Darts Trophy Finale 2022
  - Czech Darts Open Sieger 2023

## Erfolge bei der World Series of Darts
- Dubai Darts Masters Finale 2014
- Japan Darts Masters Finale 2015
- Melbourne Darts Masters Sieger 2018
- German Darts Masters Sieger 2017, 2019
- Nordic Darts Masters Sieger 2023

## Turnierergebnisse
| Turnier                                | 1995               | .....              | 2001               | .....              | 2005                           | .....                          | 2009                           | 2010                           | 2011                           | 2012                           | 2013                           | 2014                           | 2015                           | 2016                           | 2017                           | 2018                           | 2019                           | 2020                           | 2021                           | 2022                           | 2023                           | 2024                           | 2025                           |
| -------------------------------------- | ------------------ | ------------------ | ------------------ | ------------------ | ------------------------------ | ------------------------------ | ------------------------------ | ------------------------------ | ------------------------------ | ------------------------------ | ------------------------------ | ------------------------------ | ------------------------------ | ------------------------------ | ------------------------------ | ------------------------------ | ------------------------------ | ------------------------------ | ------------------------------ | ------------------------------ | ------------------------------ | ------------------------------ | ------------------------------ |
| BDO-Major-Turniere                     |                    |                    |                    |                    |                                |                                |                                |                                |                                |                                |                                |                                |                                |                                |                                |                                |                                |                                |                                |                                |                                |                                |                                |
| Weltmeisterschaft                      | 1R                 | nicht teilgenommen | nicht teilgenommen | nicht teilgenommen | nicht teilgenommen             | nicht teilgenommen             | nicht teilgenommen             | nicht teilgenommen             | nicht teilgenommen             | nicht teilgenommen             | nicht teilgenommen             | nicht teilgenommen             | nicht teilgenommen             | nicht teilgenommen             | nicht teilgenommen             | nicht teilgenommen             | nicht teilgenommen             | nicht teilgenommen             | Verband insolvent              | Verband insolvent              | Verband insolvent              | Verband insolvent              | Verband insolvent              |
| World Masters                          | 1R                 | n/t                | 2R                 | nicht teilgenommen | nicht teilgenommen             | nicht teilgenommen             | nicht teilgenommen             | nicht teilgenommen             | nicht teilgenommen             | nicht teilgenommen             | nicht teilgenommen             | nicht teilgenommen             | nicht teilgenommen             | nicht teilgenommen             | nicht teilgenommen             | nicht teilgenommen             | nicht teilgenommen             | n/a                            | Verband insolvent              | Verband insolvent              | Verband insolvent              | Verband insolvent              | Verband insolvent              |
| PDC-Ranking-Turniere                   |                    |                    |                    |                    |                                |                                |                                |                                |                                |                                |                                |                                |                                |                                |                                |                                |                                |                                |                                |                                |                                |                                |                                |
| Weltmeisterschaft                      | nicht teilgenommen | nicht teilgenommen | nicht teilgenommen | nicht teilgenommen | n/q                            | n/t                            | n/q                            | 1R                             | AF                             | 1R                             | 2R                             | F                              | VF                             | VF                             | HF                             | 2R                             | 2R                             | S                              | 3R                             | S                              | 3R                             | 2R                             | VF                             |
| World Masters                          | nicht ausgetragen  | nicht ausgetragen  | nicht ausgetragen  | nicht ausgetragen  | nicht ausgetragen              | nicht ausgetragen              | nicht ausgetragen              | nicht ausgetragen              | nicht ausgetragen              | nicht ausgetragen              | nicht ausgetragen              | nicht ausgetragen              | nicht ausgetragen              | nicht ausgetragen              | nicht ausgetragen              | nicht ausgetragen              | nicht ausgetragen              | nicht ausgetragen              | nicht ausgetragen              | nicht ausgetragen              | nicht ausgetragen              | nicht ausgetragen              | AF                             |
| UK Open                                | nicht ausgetragen  | nicht ausgetragen  | nicht ausgetragen  | n/t                | 3R                             | n/q                            | 3R                             | 3R                             | AF                             | AF                             | HF                             | 4R                             | F                              | F                              | S                              | 3R                             | 4R                             | AF                             | 4R                             | AF                             | AF                             | AF                             | 4R                             |
| Las Vegas Desert Classic               | nicht ausgetragen  | nicht ausgetragen  | nicht ausgetragen  | nicht ausgetragen  | n/q                            | n/q                            | 1R                             | nicht ausgetragen              | nicht ausgetragen              | nicht ausgetragen              | nicht ausgetragen              | nicht ausgetragen              | nicht ausgetragen              | nicht ausgetragen              | nicht ausgetragen              | nicht ausgetragen              | nicht ausgetragen              | nicht ausgetragen              | nicht ausgetragen              | nicht ausgetragen              | nicht ausgetragen              | nicht ausgetragen              | nicht ausgetragen              |
| World Matchplay                        | nicht teilgenommen | nicht teilgenommen | nicht teilgenommen | nicht teilgenommen | n/q                            | n/q                            | 1R                             | n/q                            | 1R                             | n/q                            | AF                             | 1R                             | HF                             | VF                             | F                              | HF                             | VF                             | AF                             | S                              | VF                             | AF                             | 1R                             | 1R                             |
| World Grand Prix                       | n/a                | n/t                | n/t                | n/t                | nicht qualifiziert             | nicht qualifiziert             | nicht qualifiziert             | nicht qualifiziert             | 1R                             | n/q                            | 1R                             | AF                             | 1R                             | 1R                             | VF                             | F                              | AF                             | 1R                             | 1R                             | HF                             | VF                             | 1R                             |                                |
| European Championship                  | nicht ausgetragen  | nicht ausgetragen  | nicht ausgetragen  | nicht ausgetragen  | nicht ausgetragen              | nicht qualifiziert             | nicht qualifiziert             | nicht qualifiziert             | VF                             | n/q                            | 1R                             | VF                             | HF                             | HF                             | VF                             | AF                             | 1R                             | S                              | 1R                             | VF                             | S                              | 1R                             |                                |
| Grand Slam of Darts                    | nicht ausgetragen  | nicht ausgetragen  | nicht ausgetragen  | nicht ausgetragen  | nicht ausgetragen              | kein Ranking-Turnier           | kein Ranking-Turnier           | kein Ranking-Turnier           | kein Ranking-Turnier           | kein Ranking-Turnier           | kein Ranking-Turnier           | kein Ranking-Turnier           | AF                             | HF                             | F                              | AF                             | F                              | GP                             | F                              | GP                             | GP                             | GP                             |                                |
| Players Championship Finals            | nicht ausgetragen  | nicht ausgetragen  | nicht ausgetragen  | nicht ausgetragen  | nicht ausgetragen              | nicht ausgetragen              | n/q                            | 1R                             | AF                             | VF                             | AF                             | AF                             | AF                             | HF                             | 1R                             | AF                             | 1R                             | HF                             | S                              | n/t                            | n/q                            | 1R                             |                                |
| Turniere ohne Einfluss auf das Ranking |                    |                    |                    |                    |                                |                                |                                |                                |                                |                                |                                |                                |                                |                                |                                |                                |                                |                                |                                |                                |                                |                                |                                |
| The Masters                            | nicht ausgetragen  | nicht ausgetragen  | nicht ausgetragen  | nicht ausgetragen  | nicht ausgetragen              | nicht ausgetragen              | nicht ausgetragen              | nicht ausgetragen              | nicht ausgetragen              | nicht ausgetragen              | AF                             | AF                             | VF                             | VF                             | VF                             | VF                             | HF                             | S                              | HF                             | AF                             | HF                             | VF                             | n/a                            |
| Premier League Darts                   | nicht ausgetragen  | nicht ausgetragen  | nicht ausgetragen  | nicht ausgetragen  | nicht eingeladen               | nicht eingeladen               | nicht eingeladen               | nicht eingeladen               | nicht eingeladen               | nicht eingeladen               | nicht eingeladen               | 5.                             | 9.                             | 5.                             | F                              | 7.                             | 8.                             | HF                             | 7.                             | 5.                             | 8.                             | 8.                             | n/t                            |
| World Cup of Darts                     | nicht ausgetragen  | nicht ausgetragen  | nicht ausgetragen  | nicht ausgetragen  | nicht ausgetragen              | nicht ausgetragen              | nicht ausgetragen              | n/t                            | n/a                            | AF                             | n/t                            | VF                             | F                              | n/t                            | 1R                             | F                              | S                              | n/t                            | S                              | VF                             | F                              | HF                             | AF                             |
| Champions League of Darts              | nicht ausgetragen  | nicht ausgetragen  | nicht ausgetragen  | nicht ausgetragen  | nicht ausgetragen              | nicht ausgetragen              | nicht ausgetragen              | nicht ausgetragen              | nicht ausgetragen              | nicht ausgetragen              | nicht ausgetragen              | nicht ausgetragen              | nicht ausgetragen              | GP                             | GP                             | F                              | F                              | nicht ausgetragen              | nicht ausgetragen              | nicht ausgetragen              | nicht ausgetragen              | nicht ausgetragen              | nicht ausgetragen              |
| Championship League                    | nicht ausgetragen  | nicht ausgetragen  | nicht ausgetragen  | nicht ausgetragen  | nicht ausgetragen              | nicht teilgenommen             | nicht teilgenommen             | nicht teilgenommen             | nicht teilgenommen             | GP                             | GP                             | nicht teilgenommen             | nicht teilgenommen             | nicht teilgenommen             | nicht teilgenommen             | nicht teilgenommen             | nicht teilgenommen             | nicht teilgenommen             | nicht teilgenommen             | nicht teilgenommen             | nicht teilgenommen             | nicht teilgenommen             | nicht teilgenommen             |
| World Series of Darts Finals           | nicht ausgetragen  | nicht ausgetragen  | nicht ausgetragen  | nicht ausgetragen  | nicht ausgetragen              | nicht ausgetragen              | nicht ausgetragen              | nicht ausgetragen              | nicht ausgetragen              | nicht ausgetragen              | nicht ausgetragen              | nicht ausgetragen              | F                              | F                              | VF                             | AF                             | AF                             | HF                             | AF                             | AF                             | HF                             | HF                             |                                |
| Grand Slam of Darts                    | nicht ausgetragen  | nicht ausgetragen  | nicht ausgetragen  | nicht ausgetragen  | nicht ausgetragen              | nicht qualifiziert             | nicht qualifiziert             | nicht qualifiziert             | nicht qualifiziert             | nicht qualifiziert             | GP                             | AF                             | Ranking-Turnier                | Ranking-Turnier                | Ranking-Turnier                | Ranking-Turnier                | Ranking-Turnier                | Ranking-Turnier                | Ranking-Turnier                | Ranking-Turnier                | Ranking-Turnier                | Ranking-Turnier                | Ranking-Turnier                |
| Karrierestatistiken                    |                    |                    |                    |                    |                                |                                |                                |                                |                                |                                |                                |                                |                                |                                |                                |                                |                                |                                |                                |                                |                                |                                |                                |
| Platzierung am Jahresende              | ?                  | –                  | ?                  | –                  | ?                              | 171                            | 50                             | 33                             | 29                             | 26                             | 7                              | 5                              | 4                              | 3                              | 2                              | 3                              | 7                              | 2                              | 2                              | 2                              | 4                              | 17                             |                                |
| Verband                                | BDO                | –                  | BDO                | –                  | Professional Darts Corporation | Professional Darts Corporation | Professional Darts Corporation | Professional Darts Corporation | Professional Darts Corporation | Professional Darts Corporation | Professional Darts Corporation | Professional Darts Corporation | Professional Darts Corporation | Professional Darts Corporation | Professional Darts Corporation | Professional Darts Corporation | Professional Darts Corporation | Professional Darts Corporation | Professional Darts Corporation | Professional Darts Corporation | Professional Darts Corporation | Professional Darts Corporation | Professional Darts Corporation |

| Legende zu den Turnierergebnissen | Legende zu den Turnierergebnissen | Legende zu den Turnierergebnissen | Legende zu den Turnierergebnissen | Legende zu den Turnierergebnissen | Legende zu den Turnierergebnissen | Legende zu den Turnierergebnissen | Legende zu den Turnierergebnissen | Legende zu den Turnierergebnissen | Legende zu den Turnierergebnissen |
| --------------------------------- | --------------------------------- | --------------------------------- | --------------------------------- | --------------------------------- | --------------------------------- | --------------------------------- | --------------------------------- | --------------------------------- | --------------------------------- |
| n/t                               | nicht teilgenommen                | n/q                               | nicht qualifiziert                | n/a                               | nicht ausgetragen                 | #R                                | Aus in jeweiliger Runde           | GP                                | Aus in der Gruppenphase           |
| AF                                | Achtelfinalist                    | VF                                | Viertelfinalist                   | HF                                | Halbfinalist                      | F                                 | Turnierfinalist                   | S                                 | Turniersieger                     |

## Privatleben
Wrights Mutter zog Mitte der 1970er Jahre zusammen mit ihrem Sohn von Schottland nach London, weil sie befürchtete, dass die Behörden ihr ihren Sohn wegnehmen wollten. In London wohnten sie in einer der ärmsten Gegenden. Seinen Vater kennt Wright nur von Fotos. Peter Wright ist mit der gelernten Friseurin Joanne verheiratet.